# Rio Guayllabamba
O rio Guayllabamba é um rio que se origina no leste da província de Pichincha, no norte do Equador, e segue para a província de Esmeraldas. Recebe este nome por passar pela planície de Guayllabamba.